# Улітко Андрій Феофанович
Андрі́й Феофа́нович Улі́тко — український науковець, доктор фізико-математичних наук — 1972, член-кореспондент АН УРСР, 1982.

## Життєпис
Походить із селянської родини, середню школу закінчив із золотою медаллю. 1957 року закінчив із відзнакою механіко-математичний факультет Київського державного університету ім. Т. Г. Шевченка. 1961-го захистив кандидатську роботу, 1972-го — доктор фізико-математичних наук.
Від 1980 року працював у Київському державному університеті ім. Т. Г. Шевченка — декан механіко-математичного факультету, перший проректор (1985—1988), протягом 1985-2002-х — завідувач кафедри теоретичної та прикладної механіки. Завідувач науково-дослідної лабораторії механіки спряжених полів.
Розробив та протягом багатьох років читав спецкурси з теорії електромеханічних коливань, хвильових гіроскопів і механіки контактної взаємодії тіл, що деформуються. Створив при кафедрі лабораторію механіки спряжених хвильових полів.
Як педагог виховав 33 кандидатів та 5 докторів наук.
Започаткував у своїх працях нові напрямки в сучасній механіці та математичній фізиці:
- електропружність,
- спектральні розвинення в задачах про рівновагу та рух Механіка деформівного твердого тіла|твердих деформівних тіл і в задачах механіки контактної взаємодії,
- метод власних векторних функцій в задачах теорії пружності, теорію твердотільних гіроскопів.

Є автором понад 250 наукових праць, серед яких 8 монографій, запатентовано винаходи. Побачили світ його
- монографії:
  - «Метод власних векторних функцій в просторових задачах теорії пружності» (1979),
  - «Рівновага пружних тіл канонічної форми» (1985, у співавторстві),
  - «Векторні розкладення в просторовій теорії пружності» (2002).
- навчальні посібники:
  - «Введення в механіку нестаціонарних коливань та хвиль» (1984, у співавторстві),
  - «Магнітопружність» (1994, у співавторстві).

Входив до складу бюро Відділення механіки НАНУ, був головою експертної ради з механіки ВАК України.
Входив до складу Комітету з Державних премій в галузі науки і техніки України, Національних комітетів з теоретичної механіки України і Росії, державної Акредитаційної комісії Міносвіти і науки України, редколегій двох наукових журналів.
Заслужений діяч науки УРСР — 1984, лауреат премії ім. О. М. Динника — 1984, державна премія УРСР — 1989, заслужений професор КНУ ім. Т. Шевченка — 2000, орден «За заслуги» 3-го ступеня.